# Darunga eller Varginnans mjölk
Darunga eller Varginnans mjölk är en roman av Artur Lundkvist utgiven 1954.
Romanen är en skildring av en revolution i ett latinamerikanskt land. Förebild till huvudpersonen, revolutionsledaren Esban Durindo, var Pancho Villa.
När boken kom ut i en ny upplaga 1964 skrev Lundkvist i förordet att Fidel Castros omvälvningar på Kuba visade att romanfantasin om en "godartad revolution" var möjlig att överföra till verkligheten och när han senare besökte Kuba ansåg han att hans roman hade tydliga likheter med vad som hände där. I den västvänliga opinion som rådde i Sverige, främst representerad av Herbert Tingsten och Dagens Nyheter, fick dock boken hård kritik från flera håll.